# Кенге
Кенге (фр. Kenge) — город (территория) и административный центр провинции Кванго, Демократическая Республика Конго.
В 2010 году население города по оценкам составляло 42 884 человека. В городе есть аэропорт.
Территория разделена на 4 района и один округ, управляемый советом вождей:
- Округ, управляемый советом вождей
  - Северный Пеленде (Pelende-Nord)
- Район
  - Буканга-Лонзо (Bukanga-Lonzo)
  - Колокосо (Kolokoso)
  - Луфуна (Lufuna)
  - Мосамба (Mosamba)